# Draba nivicola
Draba nivicola là một loài thực vật có hoa trong họ Cải. Loài này được Rose mô tả khoa học đầu tiên năm 1903.